# Эспадрон

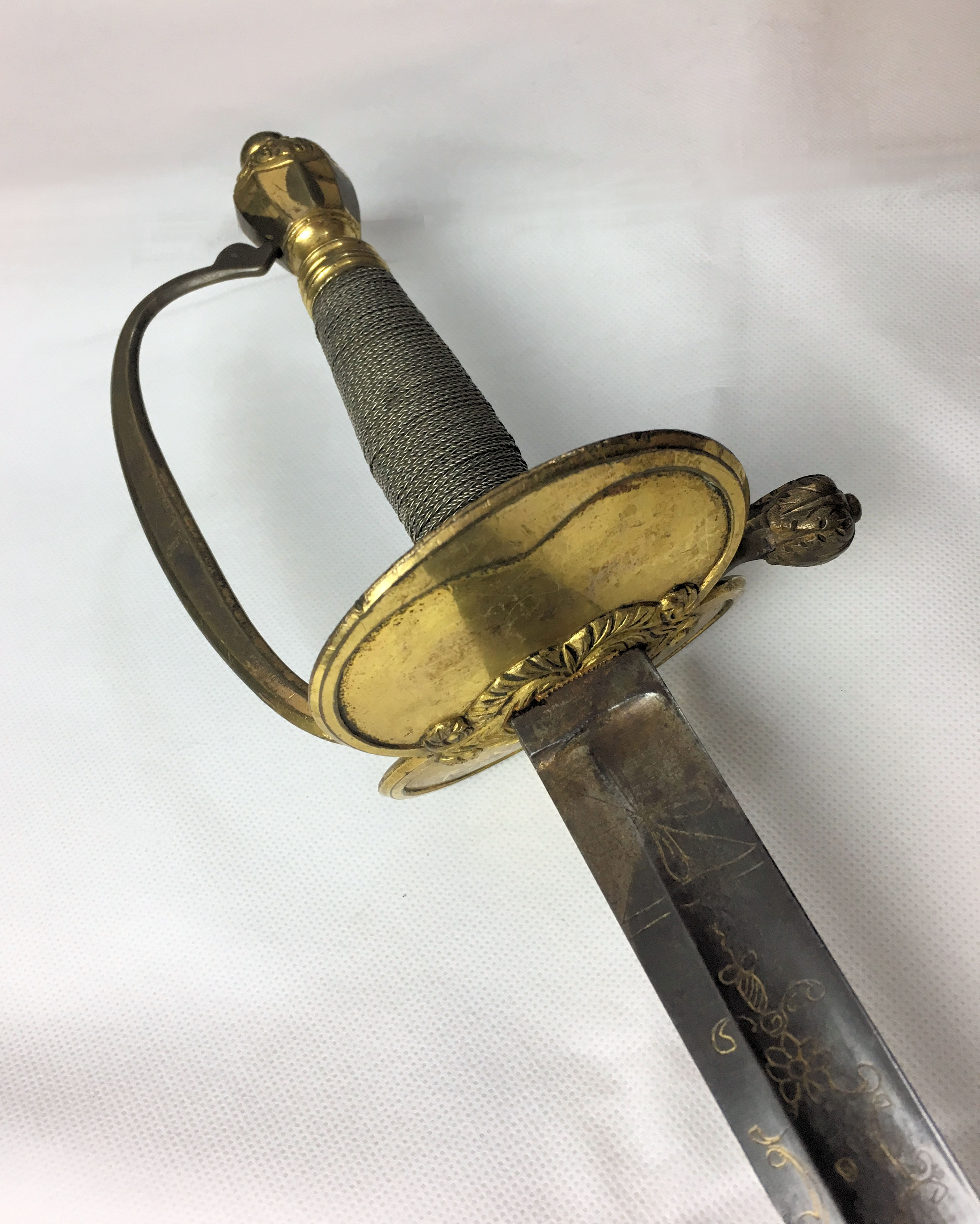
Эфес британского эспадрона пехотного офицера образца 1796 года. Это вариант с фиксированной гардой. У многих экземпляров этого оружия внутренняя (то есть ближайшая к телу владельца при ношении) часть гарды делалась складной для предохранения мундира от истирания

Эспадро́н (фр. espadon, от исп. espada — «меч», «шпага») — колющее и рубящее клинковое холодное оружие, разновидность шпаги. В настоящее время является затупленной шпагой (по другим источникам, затупленным палашом), которую используют в учебном фехтовании.

## История
В XVIII веке в странах Западной Европы в качестве офицерского оружия использовались преимущественно шпаги (smallsword) и колишемарды. В период якобитских восстаний английские войска столкнулись с широким использованием шотландских палашей, обладавших хорошими рубящими качествами, однако, при высоком весе. В противовес им на основе шпаг возник эспадрон (spadroon), сочетавший малый вес и небольшую длину шпаг с возможностью нанесения рубящего удара по типу палаша, а позже и сабли. Изначально английское оружие, оно к 1790-м годам распространилось во Францию (épée anglaise), а позже и в другие страны. Так, в Италии существовали саблевидные дуэльные эспадроны.

### В России

Изображение фехтовального эспадрона из Устава конницы РККА 1938 года

В русском языке с конца XVIII века данное понятие закрепилось за тупыми саблями и палашами, применяемыми при обучении фехтованию.

При обучении владению холодным оружием употребляется шашка или эспадрон. Эспадрон — это учебное оружие, применяемое при обучении фехтованию; отличие его от шашки в том, что он несколько легче, лезвие и остриё затуплены, а самый клинок пружинный, эластичный и при уколе сгибается, не причиняя боли при прикосновении, а по прекращении нажатия вновь выпрямляется и принимает первоначальное положение.
— Н. Домнин. Рубка и прикладное фехтование в коннице. Техника и методика. М.—Л. — 1927

## Современность
В настоящее время «эспадроном» называют спортивное оружие, употребляемое в фехтовании. Клинок имеет трапециевидное переменное сечение, которое пропорционально уменьшается к вершине. Гарда — чашеобразная, обеспечивает защиту руки от ударов. Суммарная длина — до 105 см (клинок — до 88 см), масса от 325 до 600 г. Клинок у эспадрона обыкновенно несколько шире, чем у рапиры. Так как эспадрон является разновидностью фехтовальной сабли, к нему применяются аналогичные правила, противник может быть поражён либо колющим, либо рубящим ударом.

## В культуре
В кинокартине Никиты Михалкова «Сибирский цирюльник» в качестве оружия для тайной ночной дуэли юнкера выбрали эспадроны.